# مونیکا کاپرینی
مونیکا کاپرینی (انگلیسی: Monica Caprini؛ زادهٔ ۱۵ مهٔ ۱۹۷۴) بازیکن فوتبال اهل ایتالیا است.
وی همچنین در تیم ملی فوتبال زنان ایتالیا بازی کرده‌است.